# Utensilios de fondo cóncavo

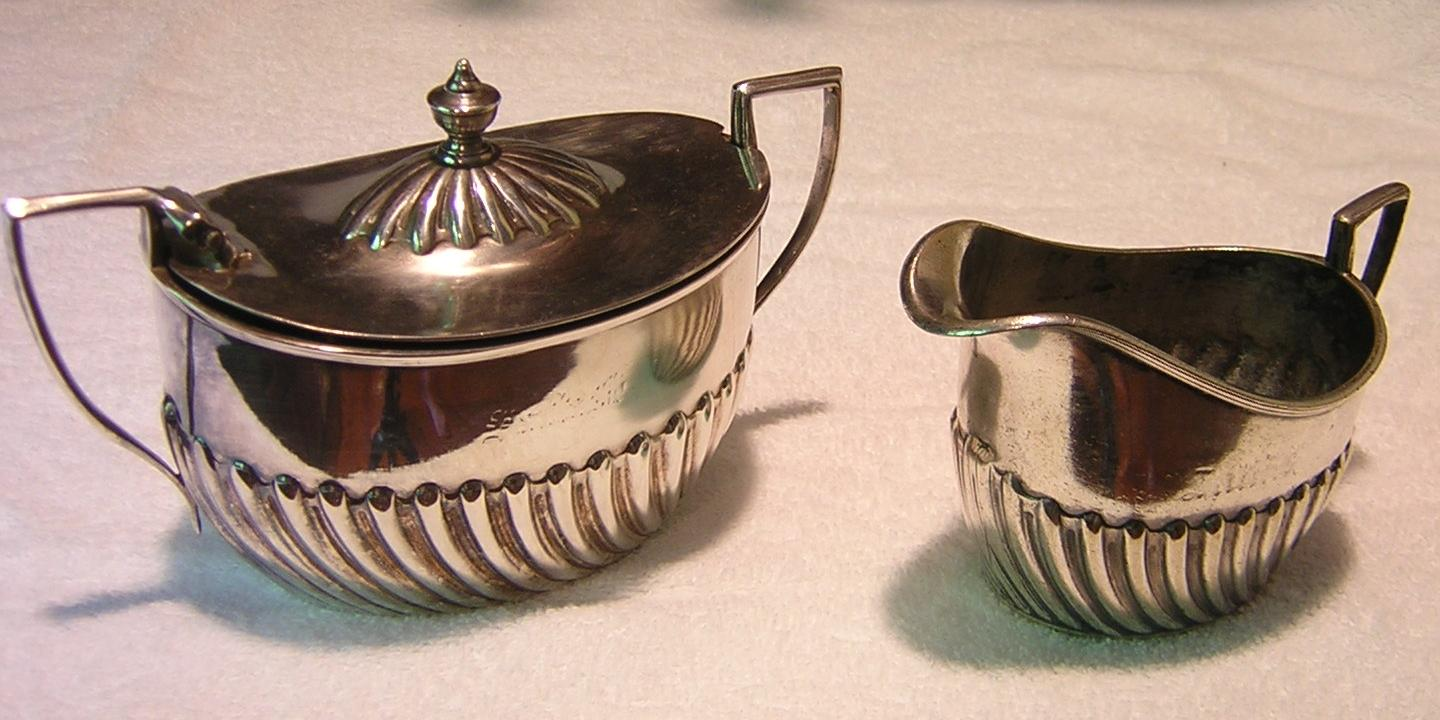
Crema y azucarero del servicio ferroviario de Atchison, Topeka y Santa Fe, fabricado por Harrison & Howson para el servicio de vagones comedor

Los utensilios de cocina de fondo cóncavo, llamados también vajilla cóncava o holloware (del inglés hollow [hueco, hondura] y -ware [conjunto de cosas] ) es un concepto que hace referencia a vajilla de metal como azucareros, cremeras, cafeteras de estufa, teteras, soperas, tapaderas para alimentos calientes, jarras de agua, fuentes o platos servidores, platos mantequilleros y otros artículos que acompañan a la vajilla o al conjunto o juego de platos en una mesa. No incluye cubertería ni otros utensilios metálicos. Las vajillas cóncavas están hechas para contar con una mayor durabilidad. Se diferencian los utensilios de fondo cóncavo de varios otros artículos plateados, con paredes más gruesas y más capas de plateado.
Los utensilios de fondo cóncavo de un vagón restaurante son un tipo de utensilios coleccionables presentes en vehículos ferroviarios. El valor relativo de las piezas depende de su escasez, edad y condición, y de la popularidad de los trenes en los que se hace uso de los artículos.
La vajilla metálica cóncava se considera un regalo tradicional en el Reino Unido y un regalo moderno en los Estados Unidos para el decimosexto aniversario de bodas. El holloware, en Rusia, es un regalo tradicional de jubileo o de bodas.